# Пак Чон Иль, Михаэль
Михаэль (Майкл) Пак Чон Иль (18 декабря 1926 - 28 августа 2024) — южнокорейский епископ Римско-католической церкви. Епископ Чеджу (1977—1982), Чонджу (1982—1988) и Епископ Масана (1988—2002).
Родился 18 декабря 1926 года в провинции Южный Пхёнан (Северная Корея). В 1946 году переехал в Южную Корею.
Длительный период обучался в семинариях, как предписано каноническим правом. В Папском Урбанианском университете получил степень бакалавра философии и теологии. 23 ноября 1958 года рукоположен в сан священника. В 1962 году получил степень магистра социологии религии в Папском Григорианском университете. Служил в качестве помощника священника в соборе Чорян, с 1966 года - приходским священником в соборе Мунсан, затем преподавал в Теологическом университете Тэгэон (ныне Католический университет Кванджу). 
15 апреля 1977 года назначен епископом Чеджу. Церемонию рукоположения провёл апостольский нунций в Корее Луиджи Доссена, которому сослужили архиепископ Кванджу Викторин Юн Конг-хи и епископ Масана Джозеф Бён Хва Чан. Майкл Пак Чон Иль выбрал для себя девиз: In fide et lenitate (В вере и кротости).
С 8 июня 1982 года епископ Чонджу. С 15 декабря 1988 года епископ Масана. С 1999 по 2002 год президент Корейской епископской конференции.
В возрасте 76 лет подал прошение об отставке, которое было удовлетворено Святым Престолом 11 ноября 2002 года.
Умер 28 августа 2024 года.